# Gérard James
Gérard James é um decorador de arte estadunidense. Venceu o Oscar de melhor direção de arte na edição de 1989 por Dangerous Liaisons, ao lado de Stuart Craig.